# Amathay-Vésigneux
Amathay-Vésigneux település Franciaországban, Doubs megyében. Lakosainak száma 173 fő (2022. január 1.). Amathay-Vésigneux Châteauvieux-les-Fossés, Reugney, Septfontaines és Levier községekkel határos.

## Népesség
A település népességének változása:
| Lakosok száma | 192  | 141  | 149  | 134  | 153  | 160  | 163  | 164  | 167  | 173  |
|               | 1968 | 1982 | 1990 | 2006 | 2013 | 2015 | 2017 | 2019 | 2020 | 2022 |